# Třetí vlna kávy

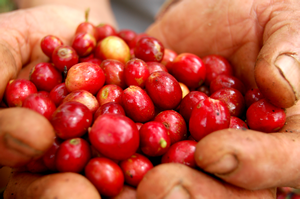
Třetí vlna kávy pohlíží přípravu kávy jako na umění a snaží zdůraznit chuť jednotlivých káv.

Třetí vlna kávy označuje současné hnutí snažící se produkovat kvalitní kávy a přistupuje k přípravě kávy jako k umění, podobně jako u vína. Káva už není jen komodita.[zdroj⁠?!] Označení zahrnuje všechny fáze od pěstování, přes sklizeň, skladování, pražení i přípravu. Vznikají přímé vztahy farmářů s pražírnami a kavárníky.
Třetí vlna se snaží o největší chuťový požitek z kávy, aby bylo možné vychutnat jemné rozdíly chutí různých odrůd a regionů stejně jako je to u dalších kulinářských produktů vína, čaje nebo čokolády. Mezi hlavní znaky třetí vlny patří nákup přímo z farem (direct trade), výběrová káva, světlejší pražení. Káva se kromě espressa připravuje pomocí dalších metod jako Vacuum pot, Chemex nebo drip.
Pojem třetí vlna vznikl v roce 2002 jako fenomén v USA. Zde začala třetí vlna v devadesátých letech. Podobná hnutí fungují v Kanadě, Austrálii, na Novém Zélandu, ve Skandinávii a v Evropě. V širším pojetí zahrnuje třetí vlna výběrovou kávu.

## Historie pojmu
Trish Rothgeb z Wrecking Ball Coffee Roasters prvně psala o třetí vlně kávy v listopadu 2002 v článku pro The Flamekeeper, zpravodaji Roaster's Guild (gildě pražičů), obchodní skupině Americké asociace pro výběrovou kávu (Specialty Coffee Association of America, SCAA). Nicholas Cho z Murky Coffee poté definoval třetí vlnu přesněji v jeho článku. a v dřívějším interview v březnu 2005 v programu Bereme do úvahy vše program. V současnosti je termín třetí vlna běžně užíván novinami jako The New York Times, LA Weekly, Los Angeles Times, La Opinión and The Guardian.
V březnu 2008, laureát Pulitzerovy Ceny a kritik Jonathan Gold z LA Weekly definoval třetí vlnu kávy takto:
První vlna kávy v americké kultuře spadá na začátek dvacátého století a řetězce jako Folgers, které přinesly kávu do každé domácnosti. Druhá vlna znamenala šíření kávy od šedesátých let a její hnacími motory byly řetězce jako Peet's Coffee & Tea a Starbucks. Vděčíme jí za bezkofeinové latté, espresso a kávu s označením původu. Teď jsme ve třetí vlně a zajímá nás farma a ne země, ze které káva pochází, pražení se snaží podtrhnout chuť kávy, místo aby jí překrylo díky dlouhému pražení do černa. 

Dřívější termín výběrová káva pochází z roku 1974 a označuje vysoce kvalitní kávu, která dosáhla 80 bodů na 100 bodové stupnici SCAA.